# Concordance (livre)
Pour les articles homonymes, voir Concordance.

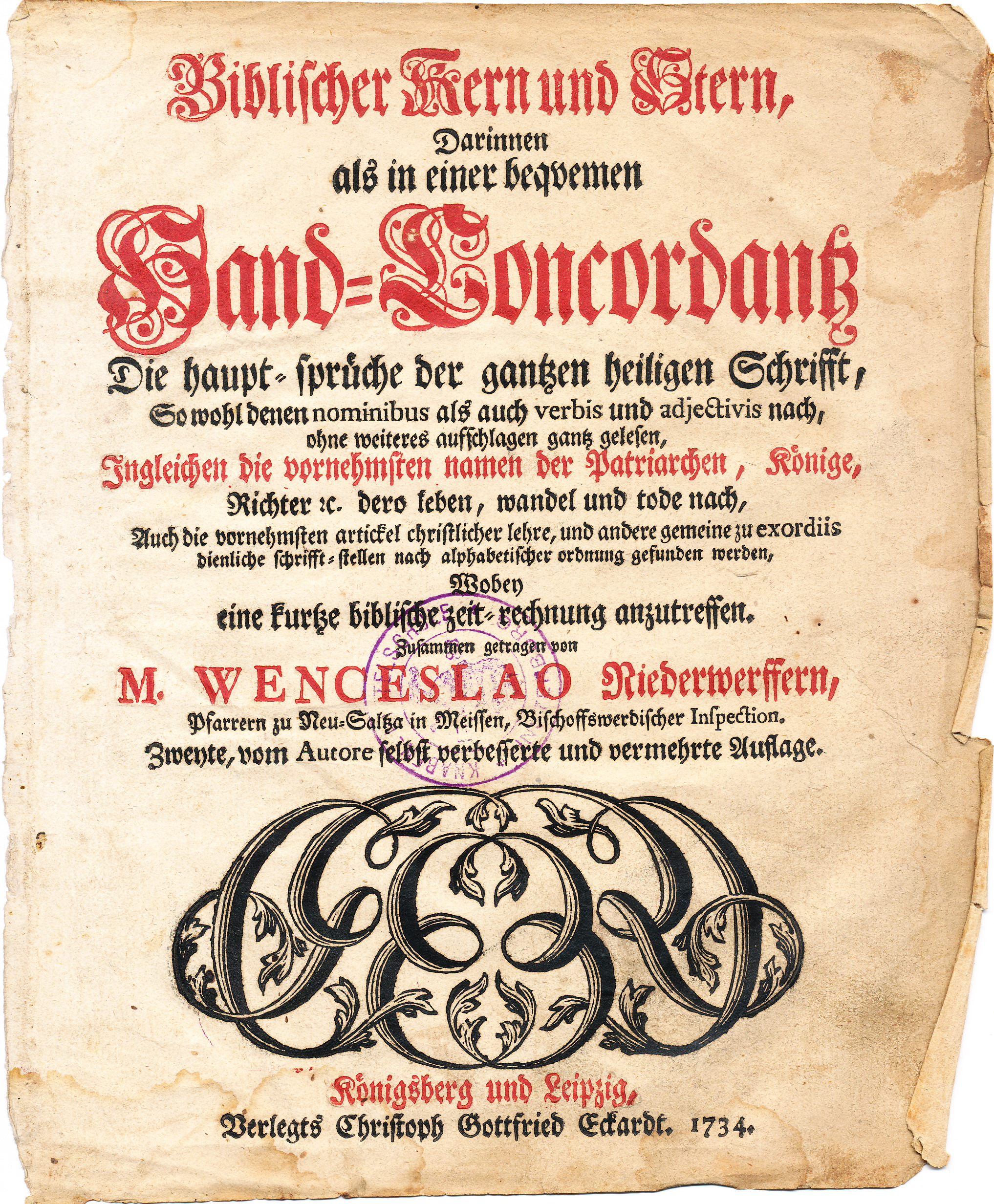
La Concordance biblique de, édition de 1734.

Une concordance, dans son sens philologique, est un ouvrage qui donne pour chaque mot (souvent présenté dans l'ordre alphabétique) l'ensemble des passages d'un texte ou d'un ensemble de textes où il figure.
L'établissement d'une concordance est un tel travail que seul un corpus important peut susciter ce genre d'investissement. Il existe des concordances de la Bible, du Coran ou d'ouvrages profanes d'auteurs célèbres. L'exégèse et le midrash recourent souvent à la concordance pour approfondir le sens d'un mot ou d'une expression.
Les ordinateurs soulagent une telle entreprise. Mais une concordance s'accompagne de commentaires, de définitions, d'index et de liens thématiques qui nécessitent des choix.
Un logiciel d'aide à l'établissement d'une concordance s'appelle un concordancier.

## Concordance et traduction
Les traductions de la Bible utilisent des tables de concordance pour vérifier si le même mot, en hébreu ou en grec, est traduit ou non par le même mot français, anglais, latin… Par exemple, les noms Elohim ou YHWH peuvent être traduits par « Dieu », « Seigneur », « Éternel »...  Certaines concordances bibliques peuvent également préciser si le même mot français est la traduction d'un seul ou de plusieurs mots de la langue d'origine. 
« Si la concordance, surtout quand elle n'est pas strictement verbale, offre un panorama plus vaste et rassemble - pour des mots très documentés - beaucoup plus de détails, le dictionnaire apporte une information plus rapide et plus critique, là où la masse de textes inorganisés laisseraient le lecteur désemparé et l'obligerait à tenter lui-même une synthèse laborieuse ou à dégager les éléments essentiels ».

## Concordances bibliques
La référence de départ en Occident reste la concordance latine de la Bible. Dans les lieux de formation comme les écoles monastiques et les universités, le sens de chaque mot (au niveau littéral mais aussi allégorique) revêtait une grande importance. On établissait alors une liste de tous les emplois du mot dans l'ensemble du texte étudié. Ce texte pouvait être un livre de la Bible, un évangile par exemple. Ces listes figuraient de plus en plus souvent au XIIIe siècle dans la glose qui accompagnait le texte biblique et portaient parfois le nom de concordantia. Ces listes furent peu à peu regroupées en ouvrages spécialisés, sortes de dictionnaires de vocabulaire biblique où les différents mots, présentés par ordre alphabétique, muni chacun de la liste de ses occurrences, étaient accompagnés de citations caractéristiques des sens possibles.
Avec la poursuite de ce travail pour la totalité des mots de la Bible, naquit la concordance verbale de l'Écriture (du latin verbum, mot). Il existe aussi des concordances thématiques.
Les trois premières concordances connues sont issues entre 1235 et 1285 d'une équipe de dominicains réunis autour du frère Hugues de Saint-Cher au couvent Saint-Jacques de Paris, vraisemblablement pour le service des maîtres et des étudiants de ce couvent.
Des ébauches de la première ont été réutilisés dans des reliures de livres du XVe siècle, du couvent Saint-Jacques précisément, ce qui permet d'avoir une idée de la méthode employée. Il y avait d'abord une étape de récupération des mots, lesquels étaient annotés pour chacun de leurs réemplois. Ce premier travail se faisait probablement sur des feuilles indépendantes. Puis différents collaborateurs se voyaient attribuer une partie de l'alphabet pour laquelle ils ordonnaient les mots et leurs annotations par cahiers. L'assemblage de ses cahiers donnait l'état final de la concordance.
Deux copies de cette concordance dite « de saint-Jacques » sont antérieures à 1240. Les 23 autres copies datent du milieu du XIIIe siècle. Mais toutes ces copies manifestent une grande ressemblance. Toutes sont de cinq colonnes par page, de 46 à 60 lignes par colonne, sans fioriture, d'un format d'environ 30 cm sur 20. Cette première concordance a eu peu d'influence en dehors de l'ordre dominicain.
Par la suite, en moins de cinquante ans, les concordances ont acquis leur forme définitive avec l'ajout de courts extraits du contexte des mots. Ces concordances étaient réparties en cahiers (peciae) que l'on pouvait emprunter séparément à l'université.
Quoique coûteux, l'usage des concordances se répandit rapidement, surtout semble-t-il pour aider à la rédaction des sermons. Il existe des manuels pour prédicateurs datant des environs de 1340 qui supposent la disponibilité d'un tel outil.

## Exemples de concordances
Ancien Testament texte hébreu
- Isaac Nathan ben Kalonymus, Meʾiyr natiyb, première concordance de la Bible hébraïque sur laquelle l'auteur a travaillé de 1437 à 1447 en s'inspirant des concordances latines faites par Arlotto de Prato et de Hugues de Saint-Cher. Un manuscrit partiel se trouve à la Bibliothèque nationale de France, ms. Hébreu 133. L'édition princeps du Meʾiyr natiyb, avec son introduction complète, a été publiée à Venise, sous le nom de Mordecai (ou Mardochée, en français) Nathan, en 1523.

Ancien et Nouveau Testaments
- Concordances des mots hébreux et grecs de la Bible (Segond 1979), Chouinard & Cochrane, Distributions Évangéliques du Québec inc, Sherbrooke QC, 1re édition 1998.  (ISBN 292014720X). Ces concordances permettent de connaître les différents mots français traduisant les mots hébreux et grecs. Les numéros Cochrane faisant les liens entre les mots français et les mots hébreux ou grecs proviennent de la Concordance des mots français de la Bible du même éditeur.
- Concordance de Strong.

Ancien Testament, texte hébreu et araméen
- S. Mandelkern, Veteris Testamenti concordantiae hebraicae atque chaldaicae, Schocken, Jérusalem-Tel-Aviv, 1978 (11e éd.).

Ancien Testament, texte grec
- E. Hatch, H.A. Redpath, A Concordance to the Septuagint, Akademische Druck- und Verlaganstalt, Graz (Autriche), 1975, 2 vol.

Nouveau Testament grec
- W.F. Moulton, A.S. Geden (dir.),Concordance to the Greek New Testament, T.T. & Clarke, Edimbourg, 1957 (3e éd. = réimpression de 1927).
- Sœur Jeanne d'Arc (dir.) Concordance de la Bible. Nouveau Testament, Cerf-Desclée de Brouwer, Paris, 1970 (mots grecs en transcription, un index permet d'accéder au grec à partir des mots français).  (ISBN 9782853004527).

Ancien et Nouveau Testament français
- Concordance de la traduction œcuménique de la Bible (TOB), Cerf-Société biblique française, Paris-Villiers-le-Bel, 1993 (index renvoyant à l'hébreu et au grec). (ISBN 2204047899) ou  (ISBN 2853007308).
- Concordance des mots français de la Bible (Segond 1979), Chouinard & Cochrane, Distributions Évangéliques du Québec inc, Sherbrooke QC, 3e édition 2008, (numéros Cochrane renvoyant aux mots hébreux et grecs du volume Concordances des mots hébreux et grecs de la Bible du même éditeur).  (ISBN 9782920147515).

Œuvres complètes de W. Shakespeare
- Concordance en ligne proposée par OpenSource Shakespeare

## Sources
- Rouse Mary A. et Richard H., « La concordance verbale des Écritures », dans : Pierre Riché et de Guy Lobricon (dir.), Le Moyen Âge et la Bible, coll. « Bible de tous les temps » vol. 4, Beauchesne 1984, p. 115-122.  (ISBN 2-7010-1091-8). On y trouve une description des trois premières concordances : La concordance de Saint-Jacques, la concordance anglaise, la concordance dite de Mentelin.

- Verger, Jacques, « L'exégèse de l'Université », dans : Pierre Riché et de Guy Lobricon (dir.), Le Moyen Âge et la Bible, coll. « Bible de tous les temps » vol. 4, Beauchesne 1984, p. 199-231.  (ISBN 2-7010-1091-8). On y trouve des renseignements en particulier sur fr. Hugues de Saint-Cher.